# Jörg Weinöhl
Jörg-Oliver Weinöhl (* 19. Juli 1970 in Rüsselsheim) ist ein deutscher Choreograph und Tänzer.

## Leben
Im Alter von 18 Jahren begann Jörg Weinöhl seine Ballettausbildung an der John-Cranko-Schule in Stuttgart. Nach dem Abitur erfolgte die Aufnahme in die Ausbildungsklasse der staatlichen Ballettakademie. Während dieser Zeit tanzte er in Aufführungen mit dem Stuttgarter Ballett. Seine Lehrer waren unter anderem Sigrid Habermann, Gillian Perry, Adriana Peeva, Heinz Clauss und Alex Ursuliak.
1993 wurde er nach seinem Abschluss von Marcia Haydée für die Stuttgarter Compagnie verpflichtet und war in Werken von John Cranko, George Balanchine, William Forsythe, Jiří Kylián, Hans van Manen, Nacho Duato, Uwe Scholz, Stephan Thoss, Roberto de Oliviera und Daniela Kurz zu sehen.
1996 wechselte er an das Ballett des Stadttheaters in Bern unter der Leitung von Martin Schläpfer. Dort verkörperte er zum ersten Mal die Rolle des Todes in Kurt Jooss’ „Der grüne Tisch“, die er in Mainz, wo er von 1999 bis 2009 im balletmainz wirkte, erneut mehrmals interpretierte. Er tanzte in Choreographien von Hans van Manen, Paul Lightfoot und Sol León, Nils Christe, Stijn Celis, Philipp Egli, Gisela Rocha und Antony Tudor. Gemeinsam mit Martin Schläpfer schuf er in dessen Balletten zahlreiche und prägnante Solorollen: Beethoven in „Diabelli Variationen“, der zweifelnde Mensch in „Reformations Sinfonie“ und „Radetzky Marsch“, um nur einige davon zu nennen.
Von 2009 bis 2013 tanzte er als Solist im Ballett am Rhein der Theatergemeinschaft Düsseldorf/Duisburg. Hier kreierte er unter anderem die Hauptrollen im „Forellenquintett“ und in „Neither“ von Martin Schläpfer. In die Spielzeit 2012/2013 fiel sein zwanzigjähriges Bühnenjubiläum.
Zu Beginn der Spielzeit 2015/2016 trat er die Nachfolge von Darrel Toulon als Ballettdirektor am Opernhaus Graz an, deren neue Intendantin Nora Schmid ihn hoch wertschätzte. Ende 2017 erklärte er, seinen laufenden Vertrag nach Ende der Spielzeit 2017/2018 nicht zu verlängern.
Seit September 2018 ist er als freischaffender Choreograf tätig.

## Werke
- 2009 entstand am Staatstheater Mainz mit dem von Weinöhl selbst interpretierten Solo-Abend Das Wissen der Nacht sein erstes eigenes abendfüllendes Tanzstück. In wandelnden Perspektiven überlagern sich darin Mythos, Märchen und zeitgenössische Texte in einem Wechselspiel von Tanz und gesprochenem Wort.[6]
- 2011, im 200. Todesjahr des Dichters Heinrich von Kleist, kam das szenische Konzert mit Tanz Nicht ich – über das Marionettentheater von Kleist in Thun zur Uraufführung. Ein Werk, das gemeinsam mit der Komponistin Isabel Mundry in enger Zusammenarbeit während zwei Jahren geschrieben wurde. Folgeaufführungen mit dem ensemble recherche, dem Vokalensemble Zürich und der Sopranistin Petra Hoffmann folgten an so unterschiedlichen Orten wie der Tonhalle Zürich, dem Museum Rüsselsheim, der Biennale für Musiktheater in Lyon, der Deutschen Oper am Rhein in Düsseldorf, dem Gare Du Nord in Basel und dem Festival für Neue Musik Salzburg Biennale.[7]
- 2012, anlässlich der ersten Einzelausstellung „Staring into the Sun“ des amerikanischen Künstlers Chris Martin in der Kunsthalle Düsseldorf schuf Jörg Weinöhl die interaktive Tanzinstallation Gestaltete Zeit des Verweilens. Darin macht er sich selbst zum lebendigen Performance-Loop, geführt von den Besuchern der Ausstellung.[8]
- 2013 entstand für die Zürcher Hochschule der Künste die Arbeit Solo auf Schwellen zur gleichnamigen Musik von Isabel Mundry für Tänzerin und Solotrompeter.[9]
- 2015 wird Der Liebe Schlaf – Ein Dornröschen Ballett zu Barockmusik von Johann Sebastian Bach, Friedrich Händel, Antonio Vivaldi, Georg Philipp Telemann, Philipp Heinrich Erlebach, François Couperin und anderen an der Oper Graz uraufgeführt.[10]
- 2016 kam die Choreographie Und der Himmel so weit – Ein Ballettabend für Franz Schubert zum symphonischen Schaffen von Franz Schubert und einer Auswahl seiner Lieder, durch Isabel Mundry in die heutige Zeit transformierte, an der Oper Graz zur Uraufführung.[11]
- 2016: mit der choreographischen Exkursion Komm mit schuf Jörg Weinöhl gemeinsam mit dem Ballett der Oper Graz und Musikern des Studiengangs für alte Musik an der Kunstuniversität Graz eine begehbare tänzerische Installation im Park und Schloss Eggenberg.[12]
- 2016: für die internationale Ballettgala am Landestheater Salzburg entstand die um das Vertrauen und den Glauben als wesentliche Grundlage partnerschaftlicher Beziehungen kreisende Choreographie Und ob für vier Tänzer zur Musik von Johann Sebastian Bach in zwei Bearbeitungen von Ferruccio Busoni und György Kurtág.
- 2016: in der Vorweihnachtszeit kam die Choreographie Nussknacker und Mäusetraum zu Musik von Peter Iljitsch Tschaikowski an der Oper Graz zur Uraufführung.[13]
- 2017: im April wurde Kontrapunkt. Auf der anderen Seite von Bach, ein Ballet zu Musik von Johann Sebastian Bach in einer Choreographie von Ainara Garcia Navarro und Jörg Weinöhl an der Oper Graz uraufgeführt.[14]
- 2017: für die 12. St. Galler Festspiele entstand die sich mit dem Körper als Tempel des Geistes beschäftigende Choreographie Kranzrede, die mit acht Tänzern in der Kathedrale St. Gallen zu Musik von Heinrich Schütz und Zeitgenossen, dargeboten vom Basler Ensemble für Alte Musik „thélème“, uraufgeführt wurde.[15]
- 2017: der Tanzabend Meine Seele hört im Sehen zu Vokal- und Instrumentalmusik des Barocks wurde an der Oper Graz uraufgeführt.[16]
- 2018: das Tanzspiel Sommernacht, geträumt, Weinöhls letzte Premiere und Uraufführung als Ballettdirektor der Oper Graz, ist ein Werk frei nach Motiven von William Shakespeares Sommernachtstraum mit Musik von Mendelssohn, Schubert und Mozart.[17]
- 2019: für das Staatstheater Darmstadt entstand die erste Operninszenierung Orlando von Georg Friedrich Händel[18]
- 2020: für das Konzert „Die Neue Akademie - eine Beethoven Séance“ des Gürzenich-Orchester Köln gestaltet Jörg Weinöhl gemeinsam mit der Komponistin Isabel Mundry verbindende Momente, in denen die Musik Beethovens sich gleichsam selbst zuhört. Darin agiert das Orchester in den von Jörg Weinöhl entwickelten choreographischen Bewegungsabläufen.[19]
- 2021: am Theater Bielefeld wird die Oper Rusalka, ein lyrisches Märchen in drei Akten von Antonin Dvořák, nach einem Konzept von Jörg Weinöhl inszeniert.

## Tanzfilm
- 2008: I’m not alone – Ein Tanzfilm von Nick Hobbs, Dieter Schneider und Tom Neitzke. Mit Kirsty Ross, Jörg Weinöhl und Paul Pavey. Musik: Paul Pavey. Kamera: Norbert Busé. ZDFtheaterkanal.[20]

## Dokumentation Schaffen
- 2019: Orlando - Staatstheater Darmstadt auf YouTube
- 2018: Ein Sommernachtstraum – Oper Graz auf YouTube
- 2017: Meine Seele hört im Sehen – Oper Graz auf YouTube
- 2017: Kontrapunkt. Auf der anderen Seite von Bach – Oper Graz auf YouTube
- 2016: Nussknacker und Mäusetraum – Oper Graz auf YouTube
- 2016: Und der Himmel so weit – Ein Ballettabend für Franz Schubert – Oper Graz auf YouTube
- 2015: Der Liebe Schlaf – Ein Dornröschen Ballett – Oper Graz auf YouTube
- 2009: 1000 Jahre Mainzer Dom – ballettmainz tanzt im Dom Pezzi und Tänze, Sinfonien – Choreografie: Martin Schläpfer. Fernsehregie: Peter Schönhofer. ZDF/3sat
- 2006: Gota de Luz – Choreografie: Martin Schläpfer. Fernsehregie: Andreas Morell. ZDFtheaterkanal/3sat
- 2006: Marsch, Walzer, Polka – Choreografie: Martin Schläpfer. Fernsehregie: Andreas Morell. ZDFtheaterkanal/3sat
- 2004: Frogs and Crows – Choreografie: Martin Schläpfer. Fernsehregie: Georg Wübbolt. SWR
- 2003: Partita Nr 6 – Choreografie: Martin Schläpfer. Fernsehregie: Georg Wübbolt. SWR Fernsehen
- 2000: Die vier Jahreszeiten – Choreografie: Martin Schläpfer. Fernsehregie: Andreas Morell. ZDFtheaterkanal/3sat
- 2000: 3. Klavierkonzert – Choreografie: Martin Schläpfer. Fernsehregie: Andreas Morell. ZDFtheaterkanal/3sat
- 1996: Empty Games – Choreografie: Martin Schläpfer. Fernsehregie: Fred Bosman. SF DRS/3sat

## Auszeichnungen
- Nominierung für den Österreichischen Musiktheaterpreis 2018 in der Kategorie Beste Gesamtproduktion Ballett mit dem Stück Nussknacker und Mäusetraum.[21]
- Nominierung für den Theaterpreis Der Faust 2012 für die Darstellung im Stück Nicht ich – über das Marionettentheater von Kleist.[22]
- Die Kritikerumfragen 2006, 2009 und 2011 der Zeitschrift Tanz nannten Jörg Weinöhl in der Kategorie Tänzer des Jahres[23]
- In der Zeitschrift Theater pur war er 2010 und 2011 als bester Tänzer nominiert.